# Mojca Osojnik
Mojca Osojnik, slovenska slikarka in ilustratorka, * 29. junij 1970, Kranj.

## Življenjepis
Slikarstvo je študirala na Akademiji za likovno umetnost v Ljubljani, kjer je diplomirala leta 1995. Študij je nato nadaljevala pri profesorjih Metki Krašovec, Gustavu Gnamušu in Lisi Adams, pri katerih je specializacijo opravila leta 1997. Magistrirala je leta 2001 na Akademiji za likovno umetnost v Ljubljani.
Med letoma 2001 in 2003 je živela in ustvarjala v Los Alamosu, Nova Mehika, ZDA.

## Nagrade
- univerzitetna Prešernova nagrada (1994)
- priznanje Hinka Smrekarja (1997 in 1999)
- avstrijska državna nagrada za otroško in mladinsko ilustracijo (Dunaj 1998)
- častno priznanje BEIJ' 01 (Japonska 2001)
- najlepša slovenska knjiga za otroke (2001)
- Levstikova nagrada (2003)
- Častna lista IBBY (2006)

1. 1 2 3  Arhiv likovne umetnosti — 2003.